# ジャゾン・ラミー＝シャプイ
ジャゾン・ラミー＝シャプイ（仏: Jason Lamy-Chappuis、1986年9月9日 - ）は、アメリカ合衆国生まれ、フランス国籍のノルディック複合およびスキージャンプ選手。日本語では他にジェーソン・ラミーシャプイとの表記も見られる。スキージャンプ選手のロナン・ラミー＝シャプイはいとこである。

## プロフィール
ラミー＝シャプイはアメリカ合衆国モンタナ州ミズーラでフランス人の父とアメリカ人の母の間に生まれ、翌年コロラド州カッパーマウンテンに移り住み、スキーを始めた。1990年の3月には早くもアルペンスキーのレースに参加。5歳の時父の母国フランスのジュラ県ボア=ダモン村に移住した。
フランスに移り住んだ後も引き続きアメリカのNASTERスキーレースに参加した。
また、飛行機の操縦を趣味とし、18歳の時から訓練をうけ70時間の飛行経験を持つ。
彼の公式ウェブサイトも飛行機の操縦席を模したものとなっている。2009-2010シーズンにはパイロットのライセンスを取得する計画を立てている。
また、彼はフランスの国境警備隊に勤務している。
ジュニア時代から国際大会でも活躍し、2003年ノルディックスキージュニア世界選手権では団体戦で銅メダルを獲得、2004年2月28日のホルメンコーレンスキー大会を兼ねたスプリントでノルディック複合・ワールドカップにデビューして27位となった。翌シーズンの2005年ノルディックスキー世界選手権ではグンダーセン33位、スプリント21位、団体7位、続く2005年ジュニア世界選手権ではグンダーセン8位、スプリント6位、団体銀メダルを獲得した。
2005-2006シーズンは開幕戦のグンダーセンで4位となったほかスプリントで2度3位に入るなど好調を維持してトリノオリンピックに出場しグンダーセン11位、スプリント4位、団体5位となった。シーズン最終戦のスプリント（日本、札幌）でワールドカップ初勝利、シーズン総合5位となった。
2006-2007シーズンの開幕戦（フィンランド、クーサモ）で勝利、2007年世界選手権ではスプリント7位、グンダーセン15位、団体6位。ホルメンコーレンスキー大会スプリントで優勝しワールドカップ総合は2位に躍進、スプリント部門では総合1位となった。
2007-2008シーズンのワールドカップでは2勝をあげて総合5位、2008-2009シーズンの2009年ノルディックスキー世界選手権ではマススタートと10kmラージヒルの2種目で銅メダルを獲得、このシーズンのワールドカップ総合も5位だった。
2009-2010シーズンはワールドカップ開幕戦で勝利するなどオリンピックまでに5勝をあげ総合トップでバンクーバーに乗り込んだ。2月14日の個人ノーマルヒル前半のジャンプでは換算タイムで首位から46秒差の5位となった。後半のクロスカントリーは5番目のタイムで走り、アメリカ合衆国のジョニー・スピレーンをわずか0.4秒差でかわして金メダルを獲得した。団体では5位、個人ラージヒルでは18位に終わった。オリンピック後のホルメンコーレンスキー大会でも勝利し、ワールドカップ総合優勝も達成。その後、2010-11および2011-2012シーズンも総合優勝して3連覇を達成している。
2012-2013シーズンの2013年ノルディックスキー世界選手権では出場全種目でメダルを獲得した。
この他スキージャンプ選手として2007年と2009年のスキージャンプ・ワールドカップで団体戦に出場したことがある。
2014年ソチオリンピックではフランス選手団の旗手を務める。

## 主な成績
オリンピック
- トリノオリンピック（ イタリア）
  - 個人スプリント 4位、団体 5位、個人グンダーセン 11位
- バンクーバーオリンピック（ カナダ）
  - 10kmノーマルヒル 優勝、団体 4位、10kmラージヒル 18位
- ソチオリンピック（ ロシア）
  - 10kmノーマルヒル 35位、10kmラージヒル 7位、団体 4位

世界選手権
- 2005年オーベルストドルフ( ドイツ)
  - 個人グンダーセン33位、個人スプリント21位
- 2007年札幌（ 日本）
  - 個人スプリント7位、団体6位、個人グンダーセン15位
- 2009年リベレツ（ チェコ）
  - マススタート3位、10kmラージヒル3位、10kmノーマルヒル23位、団体4位
- 2011年オスロ（ ノルウェー）　
  - 10kmノーマルヒル15位、10kmラージヒル優勝
- 2013年ヴァル･ディ･フィエンメ（ イタリア）　
  - 10kmノーマルヒル優勝、団体5x4kmノーマルヒル 優勝、10kmラージヒル3位、団体スプリント優勝

ワールドカップ
- 通算23勝（2位19回、3位13回）　2012－2013シーズン終了時点
- 2006-2007シーズン個人総合2位
- 2009-2010シーズン個人総合優勝
- 2010-2011シーズン個人総合優勝
- 2011-2012シーズン個人総合優勝
- 2012-2013シーズン個人総合2位